# Sean McColl
Sean McColl, né le 3 septembre 1987 à Vancouver au Canada, est un grimpeur professionnel. En compétition, il pratique les trois disciplines de l'escalade : la difficulté, le bloc et la vitesse.

## Biographie
Il pratique également le football. Après avoir vécu à Vancouver, puis en France à Toulouseet à Chambéry, il est retourné vivre au Canada, sa Terre natale.
McColl a embrassé une carrière de grimpeur professionnel à l'âge de 19 ans, intégrant rapidement le circuit de la Coupe du monde de l'IFSC. Malgré son succès initial, il a fait un bref retour à la maison pour fréquenter l'Institut de technologie de la Colombie-Britannique (BCIT). Une fois diplômé, son retour sur le circuit international a été marqué par des performances exceptionnelles, le confirmant dans l'idée qu'il pouvait faire de l'escalade sa carrière à part entière.
À février 2020, McColl avait accumulé un impressionnant total de 34 médailles en Coupe du monde, se distinguant principalement en escalade de difficulté, tout en affichant une compétence notable dans l'épreuve du mur d'escalade. Il a écrit l'histoire de l'IFSC en devenant le seul athlète à figurer parmi les huit meilleurs dans les trois disciplines de l'escalade sportive lors des épreuves du circuit de la Coupe du monde.

## Style de grimpe
Style de grimpe spectaculaire avec une très grande prise de risques cause du « manque d'endurance » d'après son interview.

### En bloc

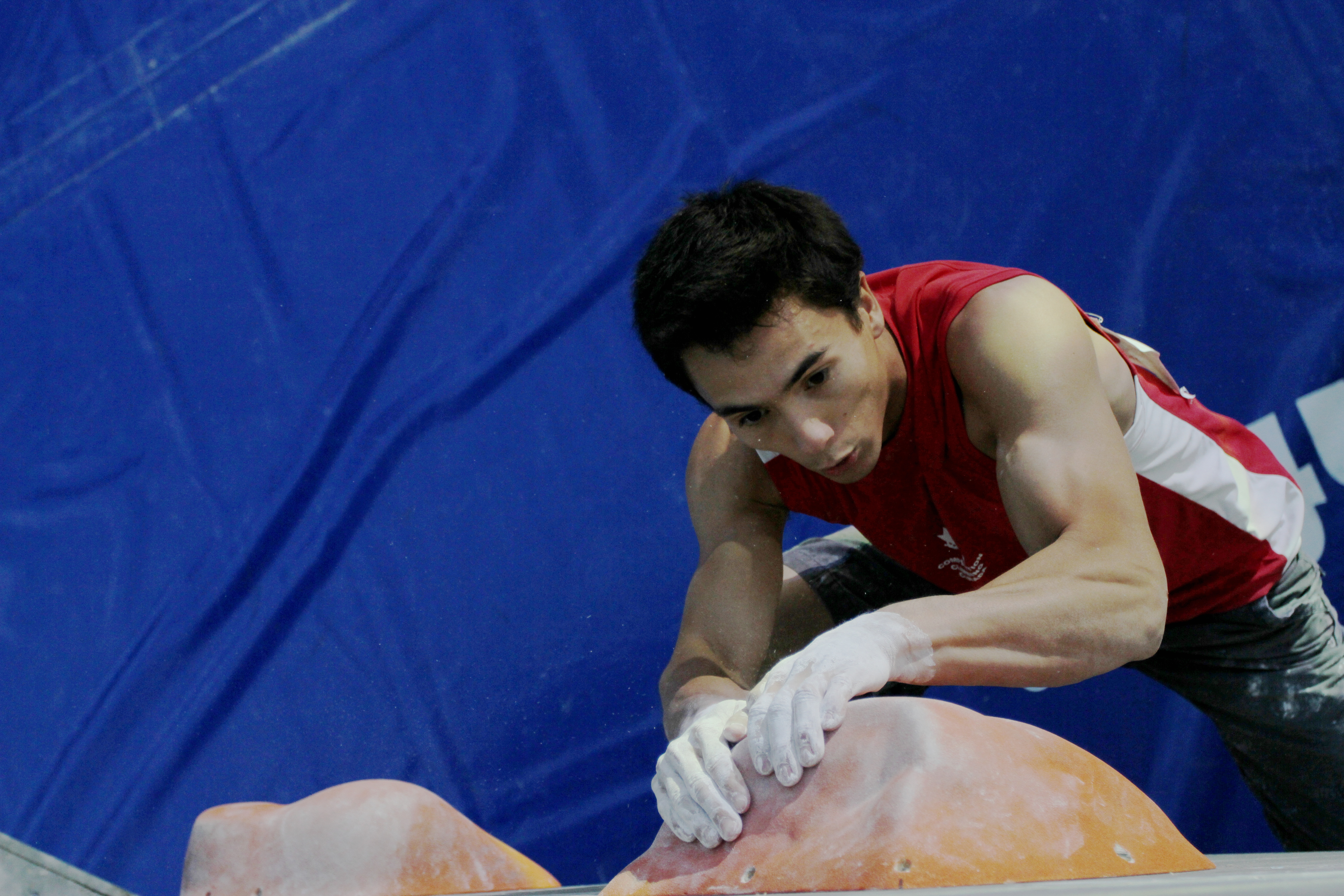
Sean McColl à la coupe du monde de bloc au Stade olympique de Munich en 2012

## Ascensions remarquables
Dreamcatcher 9a+

## Palmarès
Résultats sur le site de l'IFSC

### Championnats du monde
Il est champion du monde du combiné 2014 et 2016.

### Championnats panaméricains
- 2012
  -  Médaille d'or en difficulté
  -  Médaille d'argent en bloc

## Parraineurs
Il est parrainé par Mammut notamment pour son pantalon d'escalade, scarpa pour ses chaussons, HRT pour des prises d'escalade, Sanuk pour ses chaussures de ville et Skratch pour sa boisson.